# Brothange

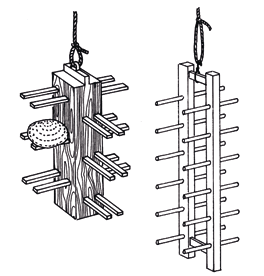
Los Brothangen (colgadores de pan) protegían el pan de la bodega de los ratones.

El brothange ('colgador de pan') o brotschragen ('junta de pan') era un tablón o andamio de madera usado antiguamente en Alemania que colgaba del techo de los sótanos o despensas y que servía para almacenar el pan. De esta manera se protegía de las alimañas, especialmente ratones.